# Nuoto ai Giochi della XXVII Olimpiade - 200 metri stile libero maschili

## Record
Prima di questa competizione, il record del mondo (WR) e il record olimpico (OR) erano i seguenti.
|  | 1'45"51 | Ian Thorpe Australia              | 15 maggio 2000 Sydney, Australia  |
|  | 1'46"70 | Evgenij Sadovyj Squadra Unificata | 26 luglio 1992 Barcellona, Spagna |

Durante l'evento sono stati migliorati i seguenti record:
| Data         | Evento        | Atleta                    | Nazione     | Tempo   | Record |
| ------------ | ------------- | ------------------------- | ----------- | ------- | ------ |
| 17 settembre | 7ª batteria   | Ian Thorpe                | Australia   | 1'46"56 |        |
| 17 settembre | 1° semifinale | Pieter van den Hoogenband | Paesi Bassi | 1'45"35 |        |
| 18 settembre | Finale        | Pieter van den Hoogenband | Paesi Bassi | 1'45"35 | =      |

## Batterie
Si sono svolte 7 batterie di qualificazione. I primi 16 atleti si sono qualificati per le semifinali.
17 settembre 2000

### 1ª batteria
| Posizione | Atleta                       | Paese             | Tempo   |
| --------- | ---------------------------- | ----------------- | ------- |
| 1         | Oleg Tsvetkovskiy            | Uzbekistan        | 1:54.93 |
| 2         | Mahmoud El-Wany              | Egitto            | 1:55.19 |
| 3         | Sebastien Paddington         | Trinidad e Tobago | 1:55.40 |
| 4         | Hakimuddin Shabbir Habibulla | India             | 1:58.35 |
| 5         | Santiago Deu                 | Andorra           | 1:59.31 |

### 2ª batteria
| Posizione | Atleta            | Paese                   | Tempo   |
| --------- | ----------------- | ----------------------- | ------- |
| 1         | Mark Chay         | Singapore               | 1:52.22 |
| 2         | Allen Ong         | Malaysia                | 1:54.53 |
| 3         | George Gleason    | Isole Vergini Americane | 1:54.64 |
| 4         | Nikola Kalabic    | Jugoslavia              | 1:54.75 |
| 5         | Aytekin Mindan    | Turchia                 | 1:54.86 |
| 6         | Carl Probert      | Figi                    | 1:54.98 |
| 7         | Andrey Kvassov    | Kazakistan              | 1:55.72 |
| 8         | Alexandros Aresti | Cipro                   | 1:57.54 |

### 3ª batteria
| Posizione | Atleta            | Paese         | Tempo   |
| --------- | ----------------- | ------------- | ------- |
| 1         | Damien Alleyne    | Barbados      | 1:52.75 |
| 2         | Woo Chul          | Corea del Sud | 1:53.02 |
| 3         | Javier Díaz       | Messico       | 1:53.30 |
| 4         | Jonathan Duncan   | Nuova Zelanda | 1:53.27 |
| 5         | Fernando Jacome   | Colombia      | 1:54.27 |
| 6         | Francisco Paez    | Venezuela     | 1:54.32 |
| 7         | Nien-Pin Wu       | Taipei cinese | 1:54.58 |
| 8         | Vicha Ratanachote | Thailandia    | 1:54.91 |

### 4ª batteria
| Posizione | Atleta             | Paese        | Tempo   |
| --------- | ------------------ | ------------ | ------- |
| 1         | Arunas Savickas    | Lituania     | 1:52.02 |
| 2         | Rostyslav Svanidze | Ucraina      | 1:52.35 |
| 3         | Ricardo Pedroso    | Portogallo   | 1:52.60 |
| 4         | Mark Kin Ming Kwok | Hong Kong    | 1:52.71 |
| 5         | Dmitri Kuzmin      | Kirghizistan | 1:52.93 |
| 6         | Andrei Cecan       | Moldavia     | 1:53.23 |
| 7         | Rodrigo Castro     | Brasile      | 1:53.65 |
| 8         | Glen Walshaw       | Zimbabwe     | 1:54.70 |

### 5ª batteria
| Posizione | Atleta           | Paese       | Tempo   |
| --------- | ---------------- | ----------- | ------- |
| 1         | Josh Davis       | Stati Uniti | 1:48.43 |
| 2         | James Salter     | Regno Unito | 1:48.77 |
| 3         | Örn Arnarson     | Islanda     | 1:49.78 |
| 4         | Paul Palmer      | Regno Unito | 1:49.83 |
| 5         | Stefan Herbst    | Germania    | 1:49.84 |
| 6         | Attila Zubor     | Ungheria    | 1:50.11 |
| 7         | Jacob Carstensen | Danimarca   | 1:50.41 |
| 8         | Mark Johnston    | Canada      | 1:50.92 |

### 6ª batteria
| Posizione | Atleta                    | Paese       | Tempo       |
| --------- | ------------------------- | ----------- | ----------- |
| 1         | Pieter van den Hoogenband | Paesi Bassi | 1:46.71     |
| 2         | Igor Koleda               | Bielorussia | 1:49.01     |
| 3         | Grant Hackett             | Australia   | 1:49.23     |
| 4         | Stefan Pohl               | Germania    | 1:50.07     |
| 5         | Bela Szabados             | Ungheria    | 1:50.10     |
| 6         | Martijn Zuijdweg          | Paesi Bassi | 1:50.37     |
| 7         | Dimitrios Manganas        | Grecia      | 1:54.36     |
| -         | Ryk Neethling             | Sudafrica   | Non partito |

### 7ª batteria
| Posizione | Atleta                | Paese       | Tempo       |
| --------- | --------------------- | ----------- | ----------- |
| 1         | Ian Thorpe            | Australia   | 1:46.56     |
| 2         | Massimiliano Rosolino | Italia      | 1:47.37     |
| 3         | Rick Say              | Canada      | 1:48.62     |
| 3         | Scott Goldblatt       | Stati Uniti | 1:49.05     |
| 5         | Andrei Kapralov       | Russia      | 1:49.92     |
| 6         | Dragoș Coman          | Romania     | 1:50.20     |
| 7         | Kvetoslav Svoboda     | Rep. Ceca   | 1:50.29     |
| -         | Dmitri Tchernychev    | Russia      | Non partito |

## Semifinali
17 settembre 2000

### 1° semifinale
| Posizione | Atleta                    | Paese       | Tempo   |
| --------- | ------------------------- | ----------- | ------- |
| 1         | Pieter van den Hoogenband | Paesi Bassi | 1:45.35 |
| 2         | Josh Davis                | Stati Uniti | 1:47.06 |
| 3         | James Salter              | Regno Unito | 1:48.64 |
| 4         | Scott Goldblatt           | Stati Uniti | 1:48.83 |
| 5         | Stefan Herbst             | Germania    | 1:49.72 |
| 5         | Attila Zubor              | Ungheria    | 1:49.87 |
| 7         | Örn Arnarson              | Islanda     | 1:50.41 |
| 8         | Stefan Pohl               | Germania    | 1:50.56 |

### 2° Semifinale
| Posizione | Atleta                | Paese       | Tempo   |
| --------- | --------------------- | ----------- | ------- |
| 1         | Ian Thorpe            | Australia   | 1:45.37 |
| 2         | Massimiliano Rosolino | Italia      | 1:46.60 |
| 3         | Rick Say              | Canada      | 1:48.50 |
| 4         | Grant Hackett         | Australia   | 1:48.76 |
| 5         | Paul Palmer           | Regno Unito | 1:48.79 |
| 6         | Andrei Kapralov       | Russia      | 1:49.04 |
| 7         | Bela Szabados         | Ungheria    | 1:49.46 |
| 8         | Igor Koleda           | Bielorussia | 1:49.52 |

## Finale
18 settembre 2000
| Posizione | Atleta                    | Paese       | Tempo   |
| --------- | ------------------------- | ----------- | ------- |
|           | Pieter van den Hoogenband | Paesi Bassi | 1:45.35 |
|           | Ian Thorpe                | Australia   | 1:45.83 |
|           | Massimiliano Rosolino     | Italia      | 1:46.65 |
| 4         | Josh Davis                | Stati Uniti | 1:46.73 |
| 5         | Paul Palmer               | Regno Unito | 1:47.95 |
| 6         | James Salter              | Regno Unito | 1:48.74 |
| 7         | Rick Say                  | Canada      | 1:48.76 |
| 8         | Grant Hackett             | Australia   | 1:49.46 |